# Pardosa maculatipes
Pardosa maculatipes är en spindelart som först beskrevs av Eugen von Keyserling 1887.  Pardosa maculatipes ingår i släktet Pardosa och familjen vargspindlar. Inga underarter finns listade i Catalogue of Life.